# Acatenango (Pferd)
Acatenango (* 13. April 1982; † 2. April 2005) war ein Englisches Vollblutpferd. Der Fuchshengst wurde von Walther J. Jacobs auf dem Gestüt Fährhof als Nachkomme von Hengst Surumu und Stute Aggravate gezogen.

## Rennlaufbahn
Rennrekord: 
- 2- bis 5-jährig: 24 Starts - 16 Siege - 0 zweite - 3 dritte Plätze,
- Gewinnsumme: 1.744.541 DM,
- Generalausgleich-Gewicht (GAG): 83,5 - 102,5 - 110,0 - 103,5 kg.

Acatenango war von 1985 bis 1987 Galopper des Jahres in Deutschland. 
Er gewann mit Jockey Andrzej Tylicki im Sattel das außergewöhnlich stark besetzte Deutsche Derby 1985 gegen seine Stallgefährten Pontiac und Lirung, der als Favorit ins Rennen ging und nur Dritter wurde, weil ihm die Steherdistanz von 2400 m zu lang wurde.
International machte Acatenango 1986 auf sich aufmerksam, als er den Grand Prix de Saint-Cloud gewann. Seine Starts in den beiden bedeutendsten europäischen Rennen (»King George VI & Queen Elizabeth Stakes», «Prix de l’Arc de Triomphe«) verliefen allerdings erfolglos. 
Drei- und vierjährig war Acatenango in 12 aufeinanderfolgenden Rennen ungeschlagen, eine in Deutschland nur von wenigen Pferden übertroffene Siegesserie. Er war der seinerzeit erfolgreichste Galopper Deutschlands nach der Preisgeldsumme und gilt noch bis heute als eines der besten deutschen Rennpferde der Nachkriegszeit – wenn nicht sogar als das beste.

## Zuchtlaufbahn
Auch als Vererber erreichte er große Erfolge. Er gewann fünf Mal das deutsche Championat der Vaterpferde und stellte mit Lando 1993 und Borgia 1997 zunächst zwei Derbysieger. Als dritter Sohn Acatenangos gewann dann 2005 Nicaron völlig überraschend das Derby in Hamburg-Horn. Acatenango gehört zu den wenigen Hengsten der deutschen Vollblutzucht, die auch einen Derbysieger im Ausland stellten (2004 Blue Canari in Frankreich). Acatenango hat 599 beim Direktorium für Vollblutzucht und Rennen registrierte lebendgeborene Nachkommen aus 16 Deckjahren. Einen linienweiterführenden Vererber stellt er mit seinem auch in der Zucht erfolgreichen Sohn Lando.
Ein weiterer Derbysieger findet sich auch in der Enkelgeneration: Animal Kingdom, über seine Mutter ein Enkel von Acatenango, gewann im Jahr 2011 das Kentucky Derby und 2013 den Dubai World Cup.
2004 beendete der Hengst seine Zuchtkarriere und genoss seine Rente in seinem Heimatgestüt Fährhof (Gemeinde Sottrum), ehe er am 2. April 2005 nach einem Sturz eingeschläfert werden musste.